# Avant les clartés de l'aurore

Avant les clartés de l'aurore est une œuvre orchestrale de la compositrice française Camille Pépin, écrite en 2020.

## Contexte et création
Camille Pépin écrit Avant les clartés de l'aurore en 2020 pour répondre à une commande de Radio France et l'Orchestre national Bordeaux Aquitaine. C'est une œuvre écrite pour douze instrumentistes. La compositrice s'inspire d'un quatrain en tatar d'Alexandre Pouchkine. L'œuvre est créée le 18 septembre 2020 par l'Orchestre philharmonique de Radio France, sous la direction de Mikko Franck. L'œuvre est rejouée le 30 juillet 2023 par les mêmes interprètes.

## Structure
L'œuvre comprend quatre mouvements :
1. Ainsi la lune sur la rose
2. Que la pluie alourdit encore
3. Répand sa lueur mystique
4. Avant les clartés de l'aurore

## Analyse
L'œuvre cherche à donner corps musicalement à un halo sonore, dans une teinte impressionniste, avec une grande recherche de la couleur orchestrale, mais aussi des formules mélodiques et rythmiques. Le deuxième mouvement est un hommage au Petrouchka d'Igor Stravinsky.